# Miss Latinoamérica 2018
La 7° edición del concurso Miss Latinoamérica se realizó el 22 de septiembre de 2018 en el Fantastic Casino de la Ciudad de Panamá, Panamá, en donde más de 27 señoritas representantes de diferentes países y territorios autónomos latinoamericanos concursaron en el certamen. Al final de evento Lisandra Chirinos de Venezuela como Miss Latinoamérica 2017 coronó a Sthephanie Marie Miranda de Estados Unidos como su sucesora.

## Posiciones
| Resultado                   | Delegada                                    |
| Miss Latinoamérica 2018     | - USA Latina - Sthephanie Marie Miranda     |
| Virreina Latinoamérica 2018 | - Uruguay - Melina Carballo Fagúndez        |
| Princesa Latinoamérica      | - Brasil - Rosana Lima                      |
| 1.ª. Finalista              | - Cuba - Wendy Carrillo                     |
| 2.ª. Finalista              | - Ecuador - Julia Villon Aguilar            |
| 3.ª. Finalista              | - República Dominicana - Roxannie Rodríguez |
| 4.ª. Finalista              | - Panamá - Marianelys Trujillo              |
| 5.ª Finalista               | - Honduras - Delia Alejandra Salgado        |

## Premios especiales
| Premio                  | Candidoata                                  |
| ----------------------- | ------------------------------------------- |
| Mejor Traje Típico      | - Ecuador - Julia Villón Aguilar            |
| Miss Internat           | - Chile - Glendis Leyva                     |
| Mejor Cabellera         | - Guatemala - Sochi Bolaños                 |
| Mejor Pasarela          | - USA Latina - Sthephanie Marie             |
| Miss Elegancia          | - Brasil - Rosana Lima                      |
| Mejor Proyección        | - México - Melanie Flores                   |
| Mejor Rostro            | - México - Melanie Flores                   |
| Mejor Sonrisa           | - República Dominicana - Roxannie Rodríguez |
| Piel Más Bella          | - Panamá - Marianelys Trujillo              |
| Mejor Silueta           | - Curazao - Nohemí Glod                     |
| Miss Amistad y Simpatía | - México - Melanie Flores                   |

"'Miss Lucir Bien"'
- "" El Salvador - Vivían Lizbeth Jiménez

Ganadora y Finalista de Mejor Traje Típico:
| Resultado     | Delegada                         |
| Primer Lugar  | - Ecuador - Julia Villón Aguilar |
| Segundo Lugar | - Panamá - Marianelys Trujillo   |
| Tercer Lugar  | - Chile - Glendis Leyva          |

Ganadora y Finalista de Mejor Silueta:
| Resultado     | Delegada                                    |
| Primer Lugar  | - Curazao - Nohemí Glod                     |
| Segundo Lugar | - Panamá - Marianelys Trujillo              |
| Tercer Lugar  | - República Dominicana - Roxannie Rodríguez |

## Candidatas Oficiales
20 candidatas fueron confirmadas a competir por la corona del Miss Latinoamérica 2018.
| Pais                 | Candidata                        | Edad    | Estatura | Ciudad Natal       |
| Bolivia              | María Fernanda Subieta Berrios   | 26 años | 1.75 m   | Potosí             |
| Brasil               | Rosana Lima                      | 24 años | 1.76 m   | Río Grande de Sur  |
| Chile                | Glendis Leyva                    | 20 años | 1.72 m   | La Florida (Chile) |
| Costa Rica           | Betzabé Arauz                    | 21 años | 1.69 m   | Alajuela           |
| Colombia             | Keidy Tatiana Alturo Téllez      | 23 años | 1.73 m   | San Martín, Cesar  |
| Cuba                 | Wendy Garrido                    | 25 años | 1.69 m   | Matanzas           |
| Curazao              | Nohemí Glod                      | 22 años | 1.82 m   | Puerto Cabello     |
| Ecuador              | Julia Gabriela Villón Aguilar    | 23 años | 1.69 m   | Guayaquil          |
| El Salvador          | Vivian Lizbeth Jiménes           | 19 años | 1.78 m   | San Miguel         |
| Guatemala            | Sochi Michel Bolaños Chacón      | 21 años | 1.74 m   | Zacapa             |
| Honduras             | Delia Alejandra Salgado          | 19 años | 1.71 m   | Olancho            |
| México               | Melanie Yanette Flores           | 22 años | 1.78 m   | Quintana Roo       |
| Nicaragua            | Stefany Reyes                    | 23 años | 1.71 m   | Ocotal             |
| Panamá               | Marianelys Trujillo              |         |          | Bocas Del Toro     |
| Paraguay             | Evelyn Baez Andrade              | 21 años | 1.73 m   | Canindeyú          |
| Perú                 | Marsi Lorena Alvarado            | 24 años | 1.76 m   | Loreto             |
| Puerto Rico          | Chelsy Karol Diaz                | 20 años | 1.74 m   | Cabo Rojo          |
| República Dominicana | Roxannie Rodríguez               | 25 años | 1.76 m   | Peravia            |
| Uruguay              | Melina Carballo Fagúndez         | 22 años | 1.74 m   | Montevideo         |
| USA Latina           | Sthephanie Marie Miranda Morales | 23 años | 1.76 m   | Ohio               |
| Venezuela            | Daniela Mariana Flores           | 22 años | 1.78 m   | Valencia           |

## Algunos Datos de las Candidatas
Algunas de las delegadas del Miss Latinoamerica 2018 han participado, o participarán, en otros certámenes internacionales de importancia.
- Lizbeth Jiménez (El Salvador) participara  en el Miss Mesoamérica Internacional 2018 y ganó la corona del 58° Carnaval de San Miguel.
- Merari flores (México) ganó Miss Continente Americano 2014.
- Sochi Bolaños (Guatemala) participó los concursos sin éxito algunos en el Reina Hispanoamericana 2016, Reina Mundial del Banano 2015 y Charity Queen of one Power International 2015
- Melina Carballo (Uruguay) participó sin éxito algunos en el Miss Grand Internacional 2016 y Miss Mundo 2017
- Wendy Garrido (Cuba) ganó la corona del Miss Worldwide International 2016

Algunas de las delegadas del Miss Latinoamerica 2018 nacieron o viven en otros país.
- Nohemí Glod (Curazao)  es Venezolana.
- Chelsy Diaz (Puerto Rico) nació en las Islas Vírgenes.

## Sobre los países de Miss Latinoamérica 2018

### Retiros
- Argentina
- Belice

### Regresos
- Brasil
- Colombia
- Curazao
- Paraguay
- Puerto Rico